# Парламентарни избори у Аустрији 1953.
Аустријски парламентарни избори 1953. су били седми парламентарни избори у историји Аустрије и одржани су 22. фебруара 1953. То су били први избори након 1950. када је  напустила коалицију са  и . После ових избора SPÖ је постала најјача странка по броју гласова, али је ÖVP и даље била најјача странка по броју мандата.

## Изборни резултати
Резултати парламентарних избора у Аустрији 1953.
| Политичка партија                                                       | гласова   | гласова  | %    | %    | број посланика | број посланика |
| Политичка партија                                                       | 1953      | ±        | 1953 | ±    | 1953           | ±              |
| ----------------------------------------------------------------------- | --------- | -------- | ---- | ---- | -------------- | -------------- |
| Социјалдемократска партија Аустрије ()                                  | 1.818.517 | +194.993 | 42,1 | +3,4 | 73             | +6             |
| Аустријска народна странка ()                                           | 1.781.777 | -64.804  | 41,3 | -2,7 | 74             | -3             |
| Савез независних ()                                                     | 472.866   | -16.407  | 10,9 | -0,8 | 14             | -2             |
| Комунистичка партија Аустрије ()                                        | 228.159   | +15.093  | 5,1  | -0.3 | 4              | -1             |
| Остале партије                                                          | 17.369    | -        | 0,4  | -    | 0              | 0              |
| Укупно                                                                  | 4.318.688 |          | 100  |      | 165            |                |
| Извори: Резултати парламентарних избора у Аустрији 1945-2002, Аустрија, |           |          |      |      |                |                |

- Од 4.586.870 регистрованих гласача на изборе је изашло 95,83%

## Последице избора
После лоших резултата своје странке на овим изборима (ÖVP) Леополд Фигл се повукао са места канцелара после осам година, а касније и из странке. Велика коалиција између SPÖ-а и ÖVPа је настављена, а канцелар је поново дошао из ÖVP-а. Био је то Јулијус Раб који је за канцелара постављен 2. априла 1953. док је за вицеканцелара изабран Адолф Шерф из SPÖ-а.